# Кристина Добровольська
Христина Зофія Добровольська (пол. Krystyna Dobrowolska; *14 вересня 1918, Окоцим — †15 жовтня 2001, Варшава) — польська сценаристка, режисер та письменниця.

## Життя та творчість
Христина Софія Добровольська, дочка Тадеуша та Марії Яніни, походила із середовища інтелігенції. В 1936 році вона закінчила гімназію у Кракові, через рік там саме вступила до художньої школи.
Перший рік війни вона провела в Живеці, де її батько працював лісником. В наступні роки, коли поляків виселяли з територій підконтрольних Третьому Райху, до яких входив і Живець, пересилилася до Кракова. Деякий час мешкала поблизу Ботвіна-Бжеско, де в той час мешкали її родичі. У роки війни зацікавилася літературною працею: п'єсу яку вона написала в молодіжному художньому виданні «Романа» високо оцінив видатний театральний режисер та директор театрів у Кракові та Варшаві Юліуш Остерва. П'єсу мали розіграти перед учнями краківської школи, але цьому завадила смерть режисера у 1948 році. Протягом довгого часу Добровольська працювала у двох музеях Кракова: Національному та імені Чарторийських (в музеї Чарторийський після війни вона займала посаду асистентки). Отримала нагороду воєводського відділу культури за новелу «Загублена мініатюра». Після війни зацікавилася кінематографом, встановила тісні контакти з Варштатем Фільмовим, потім переїхала до Лодзя, де продовжує навчання як слухачка Вищих курсів кіно.
1. 1 2  e-teatr.pl — 2004.